# Apple Watch

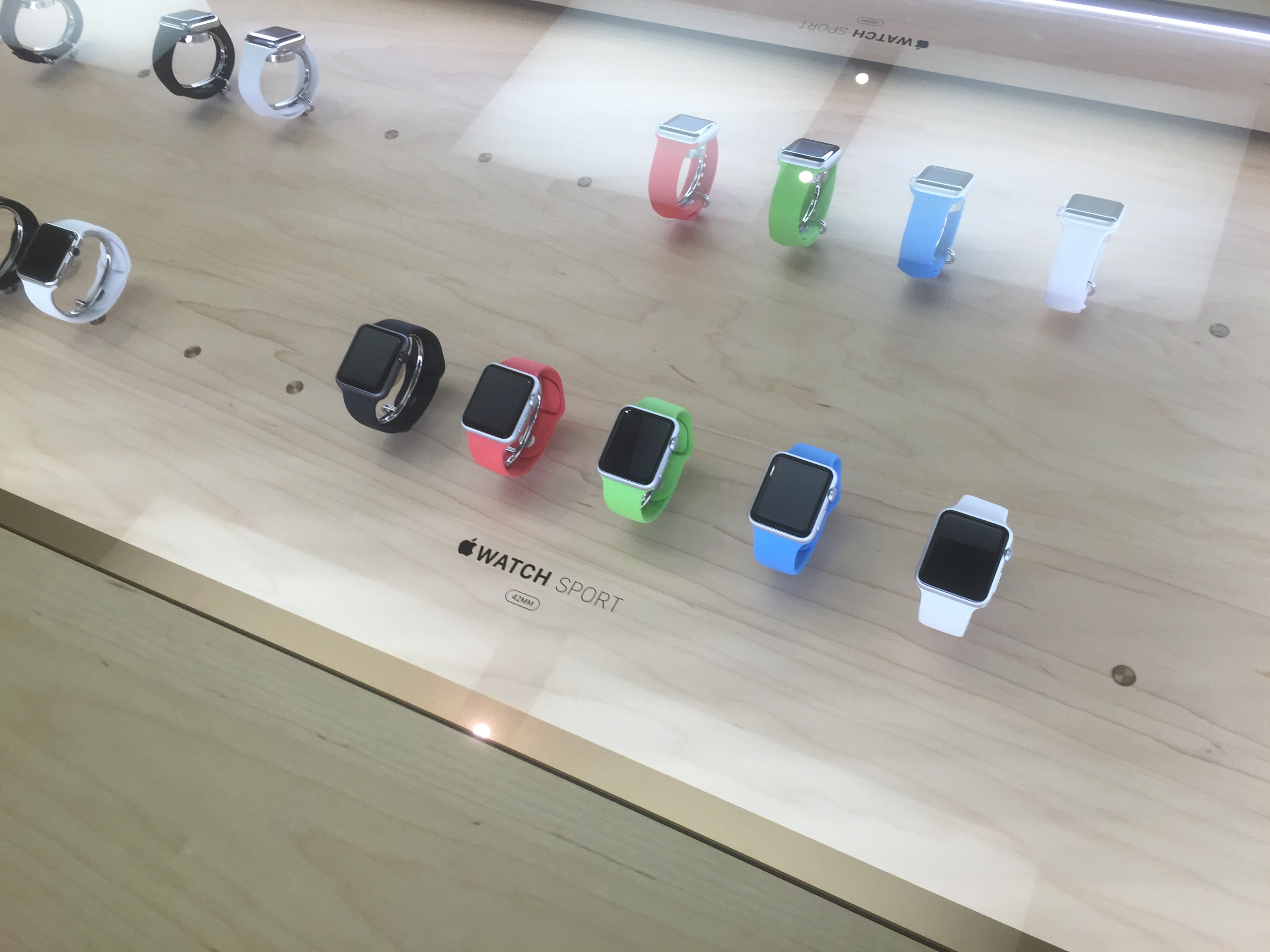
Ett urval Apple Watch Sport.

Apple Watch är ett smart armbandsur skapat av Apple Inc. och annonserades av företagets VD Tim Cook den 9 september 2014 . Apple Watch kräver Iphone 5 eller senare. Den 9 mars 2015, vid en ny presentation, meddelade Apple att lanseringen var satt till fredag 24 april 2015 i Australien, Kanada, Kina, Frankrike, Tyskland, Hongkong, Japan, Storbritannien och USA. Apple Watch släpptes i Sverige den 17 juli 2015.
Apple Watch innehåller konditionsspårning, hälsorienterade funktioner och l telekommunikation.

## Funktioner
Förutom den elementära grundläggande funktionen att visa vad aktuellt datum och tid är, finns även möjlighet till att exempelvis använda klockan som pulsmätare vid fysisk aktivitet. Flera flygbolag har släppt en Apple Watch-app som visar avgångstid, gate och som även kan användas som boardingkort.

## Teknik

### Hårdvara och allmänt
Nästan samtliga komponenter ryms i den av Apple utvecklade S1-modulen. Batteriet laddas med hjälp av en induktionsladdning där sladden fästs på klockans baksida med magnetisk kontakt. Kommunikation med exempelvis Iphone sker med WiFi 11b/g och Bluetooth 4.0. Samtliga Apple Watch-modeller kommer att kräva Iphone 5 eller en senare modell med IOS 8.2 eller senare.
Fyra olika storlekar finns, 38, 40, 42 och 44 mm. Apple Watch serie 4 och senare finns i 40 eller 44 mm medan serie 3 och tidigare finns i 38 eller 42 mm.
Batteritiden för normalbruk uppgavs vara upp till 18 timmar. 

### Operativsystem
Apple Watchs operativsystem är Watch OS. Vid Apples årliga utvecklarkonferens WWDC i början av sommaren 2015 demonstrerades en förhandsvariant av det framtida Watch OS 2.0.

### Gränssnitt
Bildskärmen som är av pekskärmsvariant är fyrkantig och mäter antingen 1,5 eller 1,65 tum beroende på modell. Det grafiska gränssnittet är iOS-baserat och anpassat för de små skärmarna. "Snurran" som finns på höger sida om klassiska armbandsur kallas för Digital Crown hos Apple Watch och fungerar för exempelvis att scrolla och zooma i olika appar.

### Armband
Apple Watch är designad för att man ska kunna byta armband från det utbud som finns.
Apple har designat nya HERMES-armband till Apple Watch.

## Modeller
De tre första modellerna namngavs och prissattes i USA till:
- Apple Watch Sport – 349 eller 399 dollar plus moms (3995 kr eller 4495 kr)
- Apple Watch – 549–1099 dollar plus moms
- Apple Watch Edition – från 10 000 dollar plus moms

Priserna i Sverige inklusive moms är följande:
- Apple Watch Sport - 3995 kr eller 4495 kr
- Apple Watch - 6495-12495 kr
- Apple Watch Edition 110 000-180 000 kr

Den första lanseringsfasen i april 2015 innefattar nio länder inklusive USA och Kina. Tidigt i mars 2015 var det ännu inte meddelat när lansering sker i länder i Norden/Skandinavien. Senare kommunicerades lanseringsdatumet fredag 17 juli 2015 för den svenska marknaden.

## Försäljning
Apple har ännu inte (till och med september 2016) redovisat försäljningen av Apple Watch i form av varken värde eller volym. Däremot har analysföretag som exempelvis IDC uppskattat försäljningen, vilket gör att de enda siffrorna som finns är inofficiell statistik.
2015
- Q1: ej ännu lanserad
- Q2: 3,6 miljoner (72% marknadsandel) [6]
- Q3: 3,9 miljoner (70% marknadsandel) [7]
- Q4: 4,1 miljoner [8]

Totalt år 2015: 11,6 miljoner enheter
2016
- Q1: 1,5 miljoner [9] (5 juni 2017: reviderat till 2,2 miljoner)
- Q2: 1,6 miljoner (47% marknadsandel) [6] (31 augusti 2017: reviderat till 2,3 miljoner)
- Q3: 1,1 miljoner (41% marknadsandel) [7]
- Q4: 4,6 miljoner [10]

Totalt år 2016: 10,2 miljoner enheter - efter reviderade siffror för Q1 och Q2.
2017
- Q1: 3,6 miljoner [11]
- Q2: 3,4 miljoner [12]

Totalt år 2017 (Q1-Q2): 7,0 miljoner enheter - med sista kvartalet kvar.
Total volym sedan lanseringen 2015: 28,8 miljoner enheter på 9 kvartal (2015-Q2 -- 2017-Q2)

## Konkurrerande smarta klockor
Ett axplock av konkurrerande smarta klockor i mars 2015:
- Motorola: moto 360 Leather, moto 360 metal
- LG: G Watch, G Watch R
- Samsung: Gear 2, Gear 2 Neo, Gear S, Galaxy Gear
- Pebble: Smartwatch, Steel Smartwatch Leather, Steel Smartwatch Metal
- Sony, SmartWatch 3 SWR50 Silicone, SmartWatch 3 SWR50 Metal, SmartWatch SW2 Silicone, SmartWatch SW2 Metal, SmartWatch MN2 Rubber